# Gustaf Adolf Lagerheim
Gustaf Adolf Lagerheim, född 18 januari 1788 i Klara församling, Stockholm, död 14 januari 1845 i Kimstads församling, Östergötlands län, var en svensk mekaniker.
Lagerheim föddes som son till Carl Erik Lagerheim och Anna Kristina Gerdes. Efter akademiska studier ingick Lagerheim som konduktör vid överintendentsämbetet, i vilken egenskap han kallades att tjänstgöra vid Göta kanalbyggnad som nivellör. Han lärde här känna Baltzar von Platen, vilken ordnade så att han fick resa till England och studera teknik under ledning av den berömde kanalbyggaren Thomas Telford. Han hade redan före sin avresa befordrats till löjtnantmekanikus, vid sin återkomst 1814 förordnades han till mekanikus för östra linjen av Göta kanal och 1819 till övermekanikus för hela kanallinjen, vilken befattningen han innehade till sin död. Som övermekanikus lät han 1836 uppföra ett övermekanikusboställe på platsen för Hulta säteri utanför Norsholm, Östergötland. Där bodde han till sin död 1845.
1821 befordrades Lagerheim till majormekanikus, 1827 till överstelöjtnant och chef för östra kanaldistriktet och för hydrotekniska kontoret samt 1837 till överste vid mekaniska kåren. Han invaldes 1822 till ledamot av Kungliga Vetenskapsakademien.
Lagerheim var ledamot av riksdagen 1815–1841 och som sådan ledamot av allmänna besvärs- och ekonomiutskottet 1828–1830, av förstärkta stats- och bankoutskottet 1828–1830 och av statsutskottet 1834–1835.
Utöver sina insatser vid Göta kanal var han skapare av planen till Gråda kanal i Dalälven; Säffle kanal i Värmland, planer och förslag till hamnbyggnader i Linköping, Jönköping, Varberg, Halmstad, Helsingborg med flera platser.